# کارآگاه نایت: سرکش
کارآگاه نایت: سرکش (به انگلیسی: Detective Knight: Rogue) (همچنین با نام ساده نایت نیز شناخته می‌شود) یک فیلم اکشن و دلهره‌آور آمریکایی محصول سال ۲۰۲۲ با بازی بروس ویلیس و کارگردانی ادوارد جان دریک است.

## خلاصه داستان
داستان کارآگاه جیمز نایت (بروس ویلیس) است که یک سرقت را خنثی می‌کند و باید دخترش را در این روند نجات دهد.

## انتشار
این فیلم توسط لاینزگیت فیلمز در سینماهای محدود و به صورت ویدئو به‌درخواست در ۲۱ اکتبر ۲۰۲۲ اکران شد.

## تولید
فیلمبرداری در ۹ ژانویه ۲۰۲۲، به پایان رسید. کارآگاه شوالیه: سرکش یکی از آخرین فیلم‌هایی است که ویلیس در آن نقش آفرینی کرد که به دلیل تشخیص زبان‌پریشی از بازیگری کناره‌گیری کرد.

## دنباله‌ها
ادوارد جان دریک دو دنباله به نام‌های کارآگاه نایت: رستگاری و کارآگاه نایت: آزادی را برای تولید پشت سر هم در ونکوور، کانادا نوشت و کارگردانی کرد.